# Grabovac (Svilajnac)
Pour les articles homonymes, voir Grabovac.
Grabovac (en serbe cyrillique : Грабовац) est un village de Serbie situé dans la municipalité de Svilajnac, district de Pomoravlje. Au recensement de 2011, il comptait 905 habitants.

## Démographie

### Évolution historique de la population
| 1948  | 1953  | 1961  | 1971  | 1981  | 1991  | 2002  | 2011 |
| ----- | ----- | ----- | ----- | ----- | ----- | ----- | ---- |
| 1 905 | 1 933 | 1 838 | 1 781 | 1 699 | 1 539 | 1 012 | 905  |

|  |